# 生人勿近
《生人勿近》（英語：Dawn of the Dead）是一部1978年的丧尸恐怖电影，由喬治·A·羅梅羅编剧、导演并剪辑，理查德·P·鲁宾斯坦（Richard P. Rubinstein）担任制片。这是一部美意国际合拍片，是罗梅罗丧尸电影系列的第二部。本片虽然没有前一部电影《活死人之夜》（1968）的角色或背景，但是展示了丧尸大灾难对社会的更大规模影响。在影片中，不明来源的现象导致死者复活，他们以人类肉体为食。大卫·埃姆吉（David Emge）、肯·福瑞（Ken Foree）、斯科特·雷尼格（Scott Reiniger）和盖伦·罗斯（Gaylen Ross）在片中饰演在大规模恐慌中把自己封锁在郊区购物中心的幸存者。
在《活死人之夜》之后，罗梅罗等待了几年才制作另一部丧尸电影，以避免被定型为恐怖片导演。在与管理宾夕法尼亚州蒙罗维尔购物中心的朋友一起参观那里时，他决定以这个地点为电影故事的基础。这个项目引起了意大利电影制作人達利歐·阿基多的注意，他与兄弟克劳迪奥（Claudio Argento）和制片人阿尔弗雷多·库奥莫（Alfredo Cuomo）一起，同意共同资助这部电影以换取其国际发行权。阿基多还在编剧阶段与罗梅罗进行了磋商。《生人勿近》的主体拍摄于1977年11月至1978年2月在蒙罗维尔和匹兹堡进行。汤姆·萨维尼负责特效化妆，他在这部电影中的工作为他在其他恐怖片中创造类似效果的职业生涯铺平了道路。在后期制作中，罗梅罗和阿基多分别为各自的发行市场剪辑出了不同版本。阿基多的版本配有由他经常合作的乐队Goblin创作和演奏的前衛搖滾配乐，而罗梅罗的剪辑主要采用De Wolfe音乐库的罐頭音樂。
《生人勿近》于1978年9月1日在意大利首映，次年在其他市场上映。尽管面临多个国家审查委员会的困难——在美国，以未分级形式发行以提高商业前景，因为美國電影協會给了X级，而在英国，在1980年代“video nasties”（令人厭惡的影片）道德恐慌期间容易被查封——这部电影仍在票房上取得了巨大成功，全球票房收入达到6600万美元，而其预算估计仅为64万美元。因其对消費主義的讽刺描绘，《生人勿近》自上映以来获得了广泛的好评，并被广泛认为是有史以来最伟大的恐怖片之一，也是最伟大的丧尸片。像其前作一样，本片获得了庞大的国际邪典追随者。2008年，本片被《帝國》杂志评为“史上500部最伟大的电影”之一，与《活死人之夜》一起上榜。
《生人勿近》之后有四部官方续集，始于1985年的《生人末日》。此外，还有一系列非官方的意大利制作的续集，始于1979年的《生人迴避》。本片还启发了2004年由查克·史奈德执导的翻拍电影《活人生吃》，以及众多的模仿和流行文化引用。

## 剧情
一种神秘的瘟疫使刚死去的人类复活，成为食肉丧尸。危机初期，据报道已有数百万人死亡并复活。尽管美国政府尽了最大努力，社会秩序还是在崩溃。拥有天然屏障的农村社区（如约翰斯敦）和國民警衛隊在开放的乡村地区成功地对抗丧尸群，但城市中心却陷入混乱。
在费城的WGON-TV电视台，交通记者史蒂芬·安德鲁斯和怀孕的女友、制片人弗兰·帕克计划偷走电视台的直升机逃离城市。另一边，费城警察局SWAT队员罗杰·德马科和他的团队突袭一个低收入住房项目，该项目的大多数黑人和拉丁裔住户拒绝按照戒严法把他们的死者交给国民警卫队。住户和警察交火，种族主义警察和复活的死者的无差别攻击加剧了混乱。罗杰遇到了另一队的警官彼得·华盛顿。SWAT团队成功消灭了丧尸后，失望的罗杰建议他和彼得离开，与史蒂芬（罗杰的朋友）会合，逃离城市。
罗杰和彼得在警察码头与弗兰和史蒂芬会合，然后偷走了WGON-TV的新闻直升机离开费城。在几次加油时遇到险情后，他们发现了一个购物中心，决定留下来，因为那里有大量的食物、药品和各种消耗品。罗杰、彼得和史蒂芬把通向安全房间的楼梯口做好伪装，并用卡车封锁了商场入口，以防丧尸进入。这需要开车穿过丧尸群，途中丧尸袭击卡车。罗杰变得鲁莽，很快被丧尸咬伤。
清理完商场内的丧尸后，四人享受着所有物品带来的享樂生活。罗杰最终因伤势去世；复活后，彼得开枪射中他的头部并将其埋葬在商场内。后来，所有紧急广播传输停止，表明政府已经崩溃。现在孤立无援的三人将一些物资装上直升机，以防需要突然离开。弗兰让史蒂芬教她飞行，以防他被杀或失去行动能力。
一个流浪的摩托车帮会看到飞行中的直升机，闯入商场，破坏了屏障，让数百只丧尸重新进入。尽管商场被攻击时有退路计划，史蒂芬却因领地之怒自行其事，向劫匪开枪，导致了长时间的战斗。离开时，零星的摩托车手被丧尸压倒并吃掉。史蒂芬试图躲在电梯井中，但被枪击，随后被游荡的丧尸咬伤。当史蒂芬复活后，他本能地返回安全室，引导丧尸找到弗兰和彼得。彼得杀死了复活的史蒂芬，而弗兰逃到屋顶。彼得不愿离开，把自己锁在一个房间里，考虑自杀。当丧尸冲进来时，他改变了主意，冲上屋顶，与弗兰会合。两人逃走，燃料不足，乘直升机飞向不确定的未来。